# Via della Canonica
Via della Canonica è una strada del centro storico di Firenze, che va da via dello Studio a via del Campanile, incontrando a metà la piazza del Capitolo. Questa zona faceva parte della zona della "canonica", appunto, della cattedrale di Santa Maria del Fiore, una specie di zona franca, cinta da mura e soggetta solo alle leggi ecclesiastiche che un tempo si estendeva tra piazza del Duomo e via delle Oche.

## Storia
La denominazione è in riferimento alle case dei canonici del Duomo, alle quali la strada passa accanto nella loro parte interna: fu deliberata il 22 luglio 1938, recuperando una titolazione comunque già attestata nel Settecento e sostituendo il nome di "via dello Scheletro" che si era affermato tra la fine del Settecento e i primi decenni del Novecento, con riferimento a un cimitero che qui si trovava anticamente. In antico il primo tratto fu detto di San Piero in Ciel d'Oro, dalla chiesetta oggi sconsacrata in cui ha ora sede l'Archivio e la biblioteca del Capitolo fiorentino. 

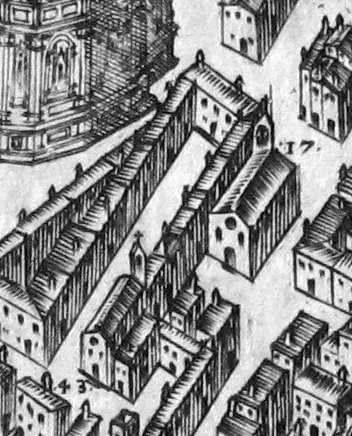
La zona della Canonica nella piantza del Buonsignori. Vi si nota la lunga corte dei Visdomini, tra le chiese di San Pier Celoro e San Benedetto

La strada, sorta sul percorso del decumanus minor della città romana, collegava dapprima la via del Transito (ora tratto di via dello Studio), con l'ultimo tratto dell'attuale via Calzaioli, attraverso il vicolo degli Agolanti che passava sul retro della primitiva sede della Misericordia. Il 23 agosto 1418 fu decisa la 'chiusura' del complesso della Canonica della Cattedrale e i due sbocchi della strada furono chiusi con un alto muro. La via divenne così uno stretto passaggio fra le case dei canonici cui si accedeva dalla piazzetta antistante la chiesa di San Pier Celoro. Dal 1425 al 1754 la Canonica ebbe il privilegio dell'immunità, perché, chiunque vi si fosse rifugiato, era immune dall'arresto, qualora fosse stato colpevole di un reato. Le autorità cittadine non potevano entrare in questa zona senza l'autorizzazione del Capitolo.
Quando nel 1754 fu deciso di "aprire" la canonica del Duomo, alla strada, che essendo l'unica interna al complesso fu chiamata via della Canonica, rimase il carattere di passaggio interno fra gli edifici circostanti. Infatti era già stato chiuso il vicolo degli Agolanti, incorporato nell'ampliamento della compagnia della Misericordia, e con esso veniva a mancare il collegamento con la via Calzaioli. 
Per quanto riguarda le trasformazioni del tracciato avvenute successivamente si ricorda come la zona sia stata riconfigurata su progetto dell'architetto Gaetano Baccani nell'ambito dei lavori di riordino di questo lato della piazza del Duomo, condotti tra il 1826 e il 1830, che comportarono la parziale demolizione degli edifici che qui insistevano e che avanzavano verso la mole della cattedrale, per fare spazio ad ulteriori singole costruzioni sempre ad uso dei Canonici. Della situazione precedente ai lavori documentano tra l'altro dei disegni conservati presso l'Archivio comunale, firmati da Giuseppe Ruggieri e datati 1754, a servire da "dimostrazione delle aperture da farsi alle case, che di presente compongono la Canonica di S. Maria del Fiore detta il Duomo di Firenze per la continuazione e rigiro delle strade".

## Descrizione
Nonostante gli interventi ottocenteschi la strada conserva, soprattutto grazie agli sporti della casa dell'Opera di Santa Maria del Fiore e alla pavimentazione a lastrico in alcuni tratti ancora posato 'alla rinfusa', notevole carattere antico.

### Edifici
| Immagine | N°       | Nome                                     | Descrizione |
| -------- | -------- | ---------------------------------------- | --- |
|          | 2        | Torre dei Pierozzi                       | Si tratta di un edificio di impianto duecentesco, noto come di proprietà della famiglia Pierozzi e quindi tradizionalmente legato alla figura di sant'Antonino Pierozzi, arcivescovo di Firenze e patrono dell'arcidiocesi assieme a san Zanobi. Diventata proprietà della Propositura del Duomo, la torre fu restaurata nel 1912 dall'architetto Giuseppe Castellucci, con ampie ricostruzioni in modo da enfatizzarne il carattere medioevale. Di questi anni è anche la collocazione sulla porta di un busto del santo (riproduzione di un'opera tradizionalmente attribuita al Verrocchio), accompagnato da una memoria datata al 1731 (posta al tempo dell'apertura della zona murata della Canonica) che indica la casa - poggiando sull'autorità di "antichi documenti" - come luogo di "nascita, educazione, tirocinio e santità" del personaggio. La torre presenta un rivestimento in pietre a vista, con bozze di diversa dimensione, segnato da aperture di diversa forma e allineamento. Al secondo piano sia apre una porta che presumibilmente doveva un tempo fungere da accesso tramite una scala di legno esterna. |
|          | 1A rosso | Bottega dell'Opera del Duomo             | Posto a pochi passi dalla cattedrale, si tratta di un edificio insolitamente basso con tetto spiovente, nel quale sono ospitati i laboratori per il restauro e la conservazione degli apparati lapidei del complesso del Duomo. Costruito secondo forme che si ispirano all'antico nella seconda metà del XIX secolo, è frequentato dagli scalpellini moderni, che si occupano della realizzazione di copie di sculture, rilievi e frammenti architettonici da inserire al posto degli originali per ragioni di salvaguardia. Il laboratorio possiede sia strumenti antichi che moderni per la scultura e viene aperto al pubblico una volta all'anno, l'8 settembre in occasione della festa della nascita di Maria. |
|          | 8r       | Casa                                     | Si tratta di un corpo di fabbrica a due piani, dal lato della piazza del Capitolo in aderenza con la chiesa di San Pier Celoro, esternamente privo di elementi architettonici caratterizzanti, che evidentemente ha accesso o dall'antica chiesa o dagli edifici limitrofi, sempre riconducibili al Capitolo Fiorentino. Vi si trovano due pietrini con l'angelo cherubino proprio del Capitolo, uno al centro del fronte sulla piazza, l'altro su via della Canonica. L'insegna ricorre, in forma monumentale, anche sulla facciata della chiesa. |
|          | 1        | Sede dell'Opera di Santa Maria del Fiore | L'edificio, che faceva corpo con il palazzo corrispondente di via delle Oche, appartenne fin da tempo remoto ai Visdomini e, ai primi del XV secolo, venne acquistato dagli Operai di Santa Maria del Fiore e incorporato nella "chiusura" della Canonica, a partire dal 1340. Nel 1461 l'edificio (compresa la torre) fu concesso per abitazione all'Arcidiacono del Capitolo fiorentino, carica istituita in quello stesso anno da papa Pio II, e con tale destinazione rimase fino al 1867. Del passaggio nel tempo dei vari prelati testimonia la presenza negli ambienti terreni di vari stemmi delle famiglie Minerbetti e Strozzi. La possibilità da parte degli arcidiaconi di ospitare e appigionare parte degli ambienti portò comunque a legare il luogo anche ad altri illustri personaggi: qui abitarono, ad esempio, il pittore Federico Zuccari (1576-1579) negli anni in cui lavorava agli affreschi della cupola del Duomo, e Scipione Ammirato (1596-1598). Rientrato in possesso dell'Opera nel 1867, il complesso fu interessato nel 1870 da un progetto di restauro affidato a Emilio De Fabris. Parte della facciata è sporgente sopra mensole e puntoni di legno. La porta d'ingresso, ad arco a piccolo sesto, ha un'insegna con l'Agnus Dei, arme dei Consoli dell'Arte della Lana preposti alla fabbrica del Duomo. Al terzo piano, vicino a una finestra, si trova la cornice di quella che sembra essere stata una buchetta del vino, qui ricollocata dal piano terra. |
|          | 8r       | Palazzo dei Canonici                     | Si trova qui il prospetto posteriore (privo di elementi caratteristici) del più occidentale dei palazzi dei Canonici su piazza Duomo. Questo complesso di tre edifici risale all'epoca di Leopoldo II di Lorena, quando iniziò a maturare l'idea di un allargamento e di un maggior decoro nella piazza con al demolizione della vecchia "chiusura" della canonica. Furono progettati dall'architetto Gaetano Baccani, con lavori condotti tra il 1826 e il 1830, rappresentando uno dei primi interventi di "Risanamento" del centro storico, ben prima di quelli legati al piano Poggi e a Firenze Capitale. Sui lati posteriori e laterali le singole costruzioni si appoggiarono su alcune delle preesistenze. |
|          | s.n.     | Casa                                     | Si tratta di una casa profonda per un solo asse, con la facciata principale su via del Campanile sviluppata su quattro assi per quattro piani, costruita o comunque riconfigurata nei termini attuali nel 1925, come dichiarato dall'iscrizione posta sul lato di via della Canonica. Nonostante la datazione, il disegno dei fronti guarda alla tradizione e alla storia locale, sia nella scelta del graffito per la realizzazione del finto bugnato del terreno e degli elementi decorativi ai piani, sia per i motivi che l'adornano, con imprese medicee e, in alto, con le denominazioni dei quattro quartieri storici cittadini accompagnate da elementi rappresentativi delle zone (il battistero per San Giovanni, il sole raggiato per Santa Maria Novella, e via dicendo) pur con la presenza di varie lacune (integrate con la ricostruzione di fasce neutre nel corso dell'ultimo restauro degli intonaci) che interrompono bruscamente l'omaggio figurato alla città. |